# Gichtelianer
Die Gemeinschaft der Gichtelianer geht auf den Freundeskreis des Mystikers und Spiritualisten Johann Georg Gichtel (1638–1710) zurück. Sie werden auch Engelsbrüder und Engelsschwestern genannt in Bezug auf (Mt 22,30 ). Später gaben sie sich die Selbstbezeichnung „Gemüt(h)liche“ oder „Gefühlige“, da sie in ihrem Gemüt die Absicht haben, jederzeit nach der Liebe zu hungern. Der Name „Kinder guten Willens“ geht auf die Briefsammlung Gesammelte Auszüge für Kinder guten Willens … zurück. Diese Sammlung von Briefen Gichtels und seines Schülers Johann Wilhelm Überfeld (1659–1731) ist für eine dreiteilige tägliche Lektüre über drei Jahre hinweg aufgeteilt. Diese Lektüre wird bis heute von Gichtelianern gepflegt.

## Geschichte
Johann Georg Gichtel wurde aufgrund seiner Kirchenkritik aus Regensburg ausgewiesen. Er beschäftigte sich intensiv mit religiösen, später besonders mit Jakob Böhmes Schriften, die er zuerst vollständig herausgab (1682). Aufnahme fand er bei dem Pfarrer und Spiritualisten Friedrich Breckling in Zwolle. Dort wurde er wegen seiner Kirchenkritik wiederum ausgewiesen. Er fand seine Zufluchtsstätte in Amsterdam. Hier sammelte sich um ihn ein kleiner Freundeskreis zum Gebet, Austausch und der Lektüre der Schriften Jakob Böhmes. Er lebte – nicht immer spannungsfrei – mit mehreren Hausbrüdern und -schwestern zusammen und wurde von Wohltätern unterstützt. Sein Ideal war die freiwillige Armut. Um 1674 zählte die 1668 gegründete Hausgemeinschaft in Amsterdam 30 Hausbrüder, die sich von der Kirche separiert hielten. Als „Bräute der himmlischen Sophia“ führten sie ein zölibatäres Leben. Dieses Ideal wird bis heute von den Gichtelianern gelebt.
Zu den Gästen in der Amsterdamer Hausgemeinschaft gehörte u. a. Gottfried Arnold. Gichtel führte eine intensive Korrespondenz mit den Nonkonformisten, (Spiritualisten und radikalen Pietisten) seiner Zeit. 1722 gab sein Schüler und Nachfolger Johann Wilhelm Überfeld in einer siebenbändigen Ausgabe große Teile von Gichtels Briefen unter dem Titel Theosophia practica heraus.
Nach Gichtels Tod sammelte Überfeld dessen Freundeskreis in einer Hausgemeinschaft in Leiden. Diese wurde zum Vorbild für alle weiteren Hausgemeinschaften der Gichtelianer. Die Leidener Hausgemeinschaft wurde zum Anziehungspunkt für Anhänger Gichtels. Viele von ihnen sammelten sich in kleinen Hausgemeinschaften, meist landwirtschaftlichen Gütern, aber auch Schlössern, die im Besitz von Freunden Gichtels waren. Im 18. Jahrhundert bestanden u. a. Gemeinschaften in Dresden, Glaucha bei Halle, Kopenhagen, Magdeburg, Merzien bei Köthen, Nordhausen, Weimar, Schlodien und Hohendorf in Ostpreußen. Die Leitung der Hausgemeinschaften lag in den Händen von Hauseltern. Ehepaare, die sich den Gichtelianern anschlossen, lebten fortan im Zölibat.
In der Schweiz entstanden Ende des 18. und Anfang des 19. Jahrhunderts Kreise von Gichtelanhänger im Anschluss an Häuser von Nonkonformisten, besonders im Zürcher Oberland, in Pfäffikon, im Emmental und im Kanton Bern. Teilweise wurden diese Gemeinschaften obrigkeitlich unterdrückt. Im Weiler Fälmis (Zürcher Oberland) entstand eine Erweckung aufgrund des Lebenszeugnisses der ersten Gichtelianer. Es wurden Anfang des 19. Jahrhunderts über 300 Personen zu diesem Kreis gezählt. Kontakt hielten die einzelnen Gemeinschaften durch eine intensive Korrespondenz. Mitte des 19. Jahrhunderts existierten in Winikon, Ober-Uster, Bussenhausen/Pfäffikon, Oberdorf bei Hinwil Hausgemeinschaften. Die strenge Separation von der Kirche wurde durch den mildernden Einfluss des deutschen Gichtelianers Baron Carl Joseph von Campagne (1751–1833) aufgegeben. So beerdigten fortan die evangelischen Ortsgeistlichen verstorbene Gichtelianer, oft auf eigenen Friedhofsparzellen. Dennoch hielten sich die Gichtelianer von den evangelischen Gottesdiensten und dem Abendmahl fern. Ende des 19. Jahrhunderts spalteten sich die Gichtelianer im Bergischen Land in die „alte“ und die „neue Gemütlichkeit“.

## Auflösung
Nach dem Zweiten Weltkrieg nahm die Zahl der Gichtelianer und der von ihnen geführten Hausgemeinschaften aufgrund des Todes der Mitglieder und fehlenden Nachwuchses immer mehr ab. Das letzte Mitglied der Linzer Hausgemeinschaft starb 1990. Jakob Bertschi, der letzte Präsident des 1898 in Fehraltdorf (Schweiz) gegründeten Vereins Freunde des seligen Herrn von Campagne (Alte Gemütliche), starb 1995 in Oberglatt (Kanton Zürich). Im Dezember 2000 starb in Fehraltdorf die letzte Engelsschwester der Schweiz. 2007 wurde das Haus Kellermann in Diezenkausen bei Waldbröl verkauft und die Vereinigung der Freunde von Jakob Böhme e.V. Waldbröl aufgelöst (Neue Gemütliche). Im Juni 2011 starb mit Gretchen Mand in Oberhaun (Hessen) das letzte Mitglied der Alten Gemütlichkeit. Sie wurde fast 106 Jahre alt. Später wurde mit dem Haus Höh (Neue Gemütliche) in Hückeswagen das letzte Haus der Gichtelianer verkauft. Es zählte Anfang der 1990er Jahre noch vier Mitglieder. Im Oktober 2018 lebten in Hückeswagen und Waldbröl noch je eine Engelsschwester (Neue Richtung), beide in weit fortgeschrittenem Alter (99 bzw. 90 Jahre).

## Lehre
Nach dem Schweizer Theologen Jürgen Seidel verstehen sich die Gichtelianer als Erben der Theosophie Jakob Böhmes und Johann Georg Gichtels. Ihr Ziel ist die geistige Vereinigung mit Jesus in Gestalt der himmlischen Sophia durch unbedingte Keuschheit und Gottes- sowie Nächstenliebe. Die Schriften Jakob Böhmes, Gichtels und auch Johann Wilhelm Ueberfelds (einem der wichtigsten Herausgeber der Werke von Jakob Böhme) genießen deshalb eine große Wertschätzung unter den Gichtelianern. So wurde zum Beispiel ein wichtiges Archiv mit Originalhandschriften Jakob Böhmes, Gichtels und Überfelds in einer 1896 gegründeten Hausgemeinschaft der Alten Gemütlichen („Haus Thielen-Schulte“) in Linz am Rhein 1941 durch die Gestapo beschlagnahmt. Eine Schwester hatte vorher einen Brief an Hitler geschrieben, in dem sie erklärte, wie der Zweite Weltkrieg zu gewinnen sei, und dadurch die Behörden auf die Gruppe aufmerksam gemacht. Auch die neuen Gemütlichen hatten 1933 die Machtergreifung Hitlers zunächst begrüßt. Die Gichtelianer lehnen die Sakramente der Taufe und des Abendmahls als nutzlose Äußerlichkeiten ab. Ihre Mitglieder lebten in kommunitären Gemeinschaften und arbeiteten meist auch zusammen. In Linz am Rhein und in Waldbröl existieren auf den städtischen Friedhöfen eigene schlichte Gräberfelder ohne Grabsteine.